# Mateusz Slawatycki
Mateusz Slawatycki (* 27. September 2005) ist ein polnischer Volleyballspieler.

## Karriere
Slawatycki spielte bis 2024 beim polnischen Verein BKS Chemik Bydgoszcz. Danach wechselte er zum deutschen Zweitligisten SV Warnemünde. Mit dem Verein schaffte der Mittelblocker in der Saison 2024/25 den Aufstieg in die erste Liga. Auch 2025/26 spielt Slawatycki für Warnemünde.